# Nansan Dao
Nansan Dao är öar i Kina. De ligger i provinsen Guangdong, i den södra delen av landet, omkring 360 kilometer sydväst om provinshuvudstaden Guangzhou. Arean är 74 kvadratkilometer. Den sträcker sig 13,2 kilometer i nord-sydlig riktning, och 11,1 kilometer i öst-västlig riktning.  Trakten runt Nansan Dao består till största delen av jordbruksmark.
Genomsnittlig årsnederbörd är 2 144 millimeter. Den regnigaste månaden är juli, med i genomsnitt 335 mm nederbörd, och den torraste är februari, med 34 mm nederbörd.